# Altai-Naturreservat

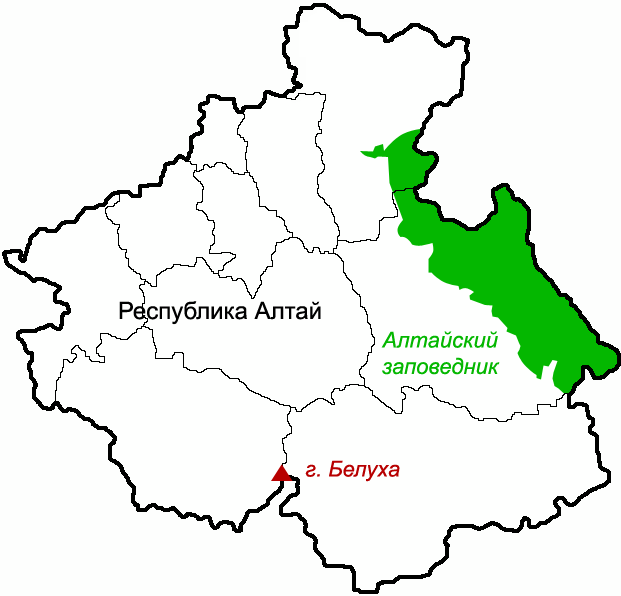
Das Altai-Naturreservat (grün) innerhalb der Republik Altai

Das Altai-Naturreservat (russisch Алтайский заповедник, Altaiski Sapowednik) ist ein russisches Naturschutzgebiet, das in der Republik Altai im Altaigebirge liegt. Das im Jahr 1932 eingerichtete Schutzgebiet umfasst eine Gesamtfläche von 8812 Quadratkilometern und gehört zur UNESCO-Welterbe-Stätte Goldene Berge des Altai, zu der auch das Katun-Naturreservat zählt. Im Nordwesten grenzt das Altai-Naturreservat an den bekannten Telezker See, der als Perle Westsibiriens bezeichnet wird. Das Ostufer des Sees gehört bereits zum Reservat. Weiter südwärts bildet stellenweise der Tschulyschman- und der Karakem-Fluss die Westgrenze des Parks. Die Höhenlagen des geschützten Gebietes reichen von 430 m bis 3500 m über dem Meer. Der höchste Punkt ist der Toschkalykaja (3507 m). Zu den wichtigsten Lebensräumen des Reservats zählen trockene Steppen, die vor allem im Gebiet des Tschulyschman-Flusses auftreten, Wälder, die von Tannen, Kiefern und Sibirischen Lärchen dominiert werden, Bergwiesen und alpine Zonen mit Matten und Felsen.

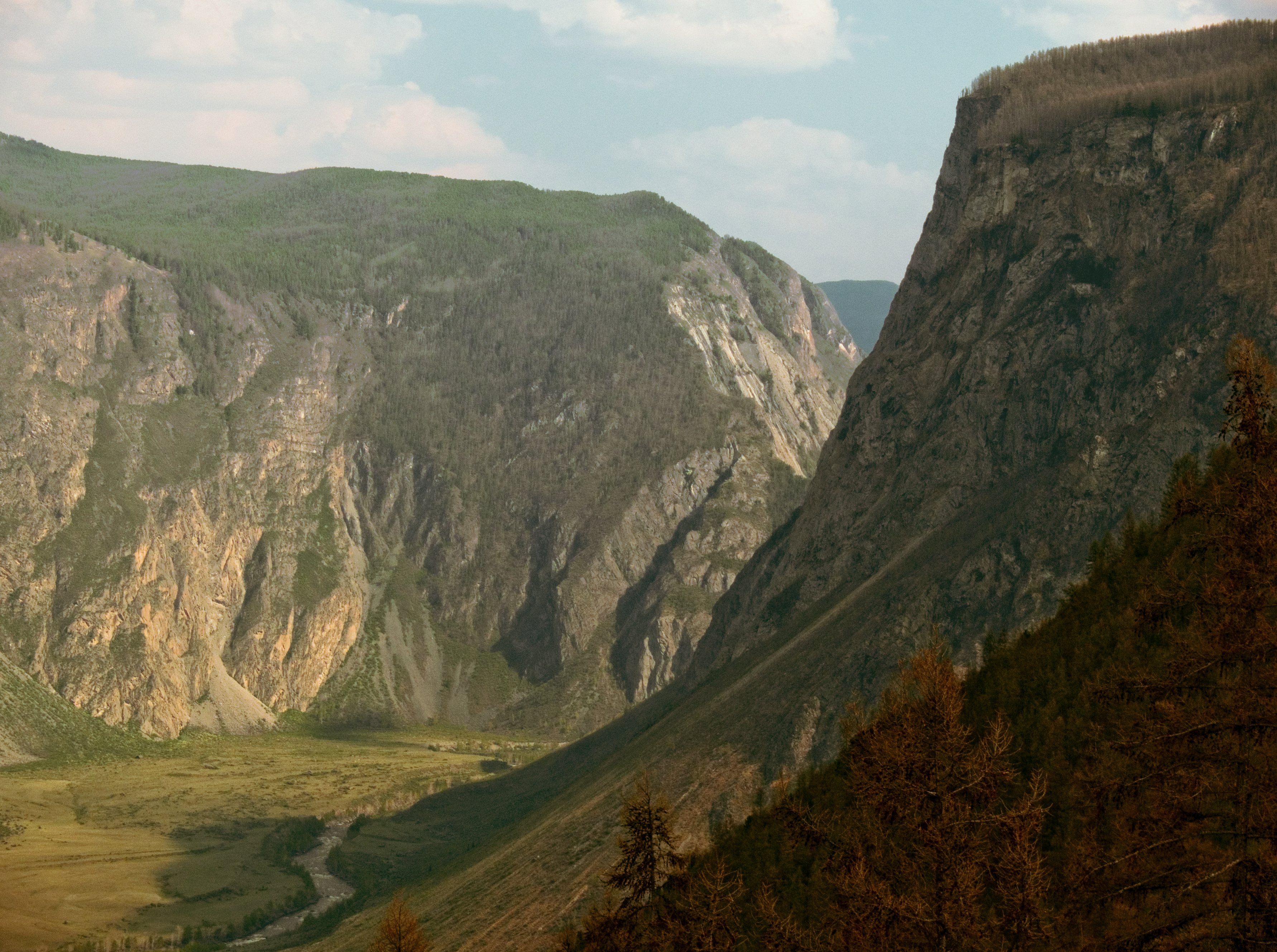
Nur wenig östlich des Tschulyschman-Flusses (hier am Katu-Jaryk-Pass) beginnt das Altai-Naturreservat

Die unterschiedlichen Lebensräume des Reservats bieten zahlreichen größeren Säugetieren eine Heimat. In den Taigagebieten leben wilde Rentiere, Altai-Marale, Elche, Sibirische Rehe, Moschustiere, Braunbären, Vielfraße, Wölfe und Luchse, in den Bergen kommen Sibirische Steinböcke, Argalis und Schneeleoparden vor. Etwa 300 Vogelarten sind im Reservat nachgewiesen, von denen etwa 180 auch im Gebiet brüten. Darunter sind Schwarzstorch, Seeadler, Steinadler und Altaikönigshuhn besonders auffällig.